# Al-Ba'aj District
Al-Ba'aj District är ett distrikt i Irak.   Det ligger i provinsen Ninawa, i den nordvästra delen av landet, 400 km nordväst om huvudstaden Bagdad.